# Glenea flavorubra
Glenea flavorubra är en skalbaggsart som beskrevs av J. Linsley Gressitt 1940. Glenea flavorubra ingår i släktet Glenea och familjen långhorningar. Inga underarter finns listade i Catalogue of Life.